# Meckenheim (Noordrijn-Westfalen)
Meckenheim is een stad en gemeente in de Duitse deelstaat Noordrijn-Westfalen, gelegen in de Rhein-Sieg-Kreis. De gemeente telt 24.741 inwoners (31 december 2020) op een oppervlakte van 34,80 km².

## Afbeeldingen

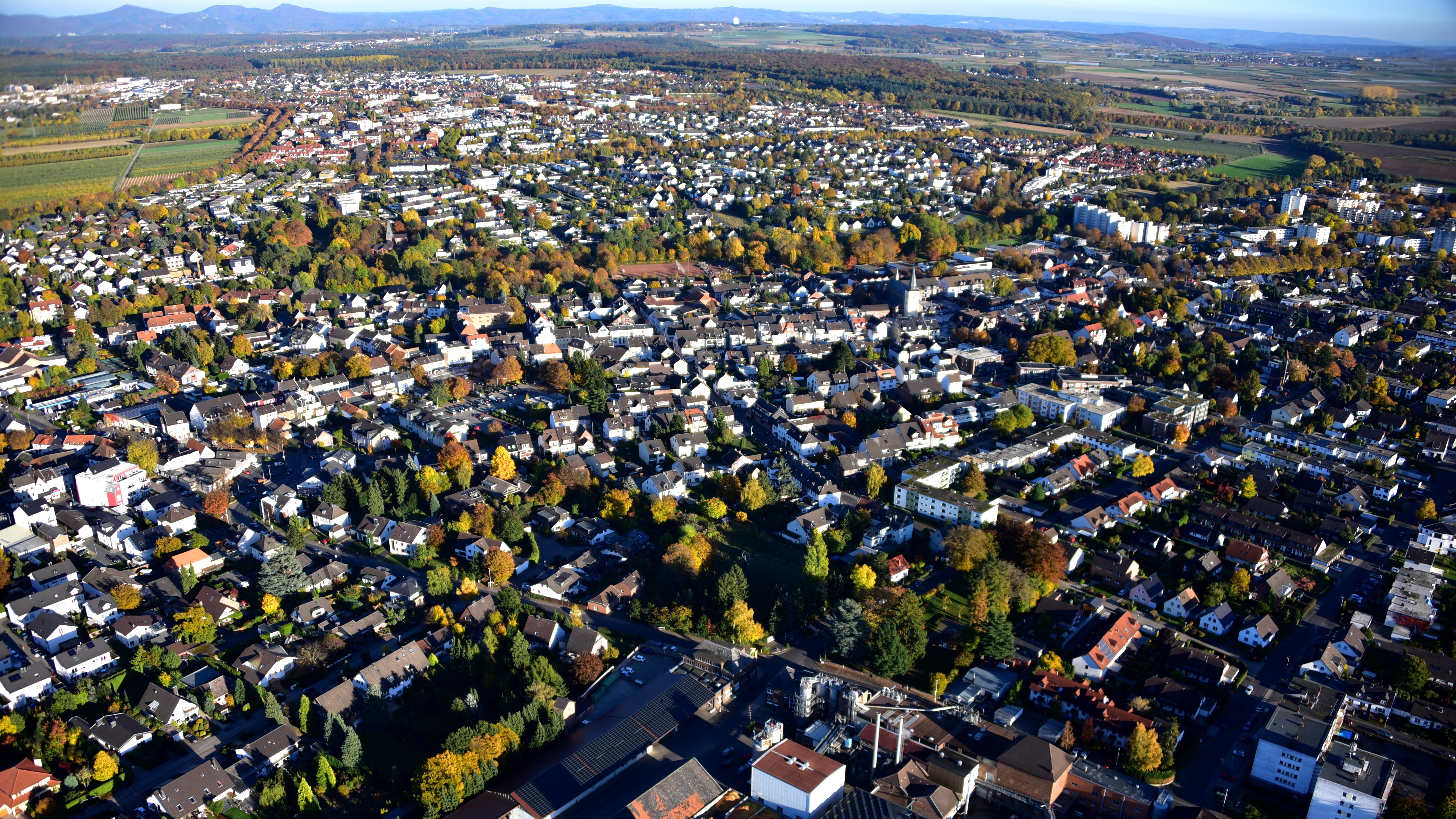
Gezicht op Meckenheim (2016)
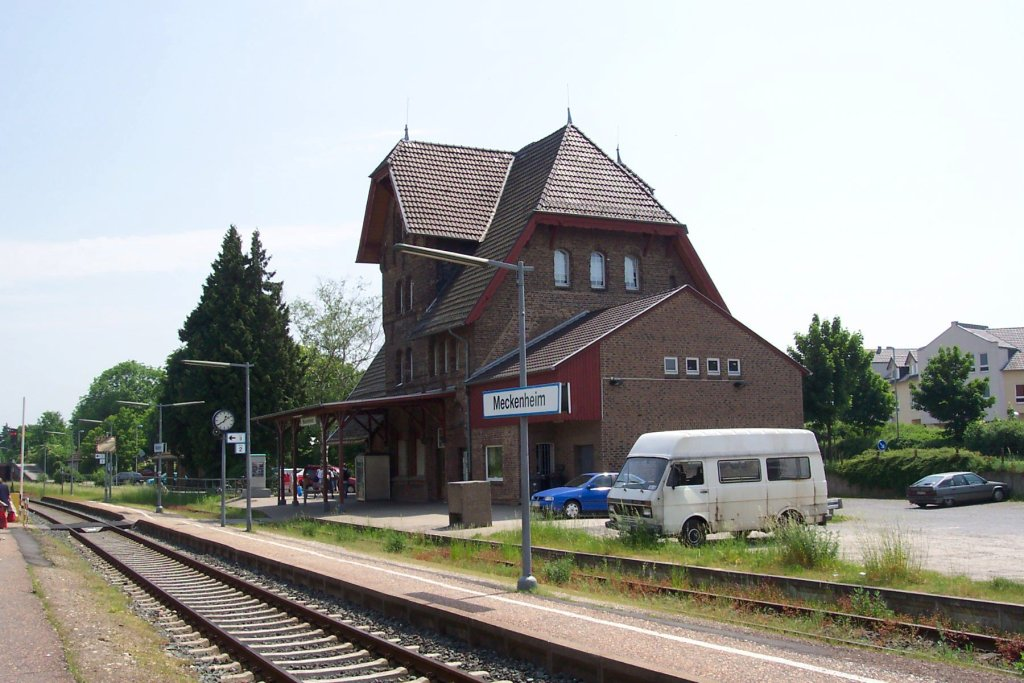
Station Meckenheim
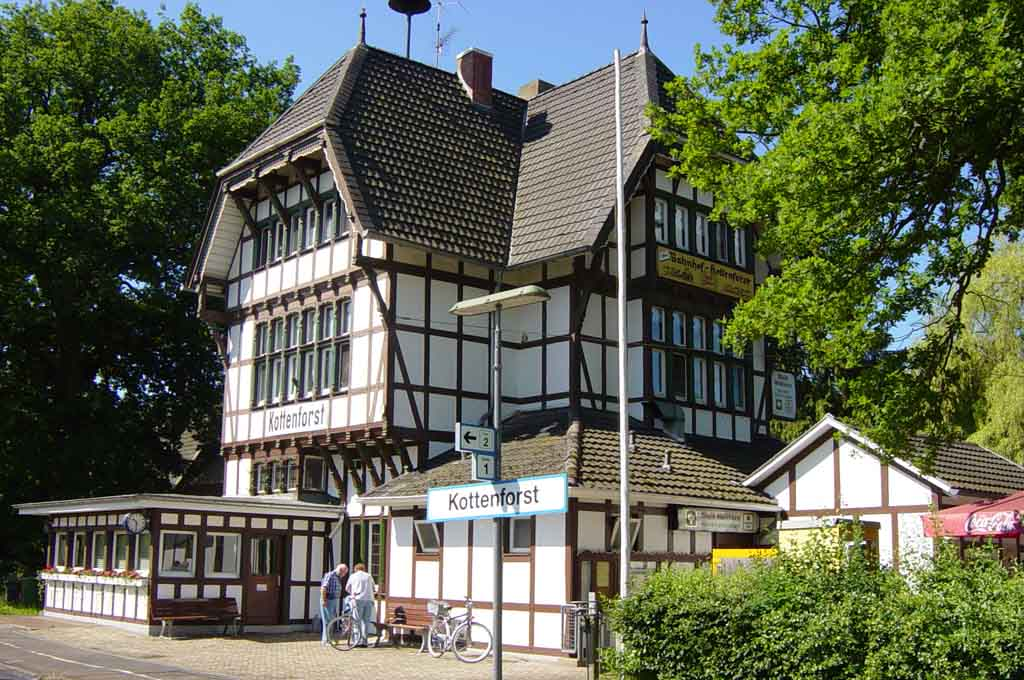
Station Kottenforst
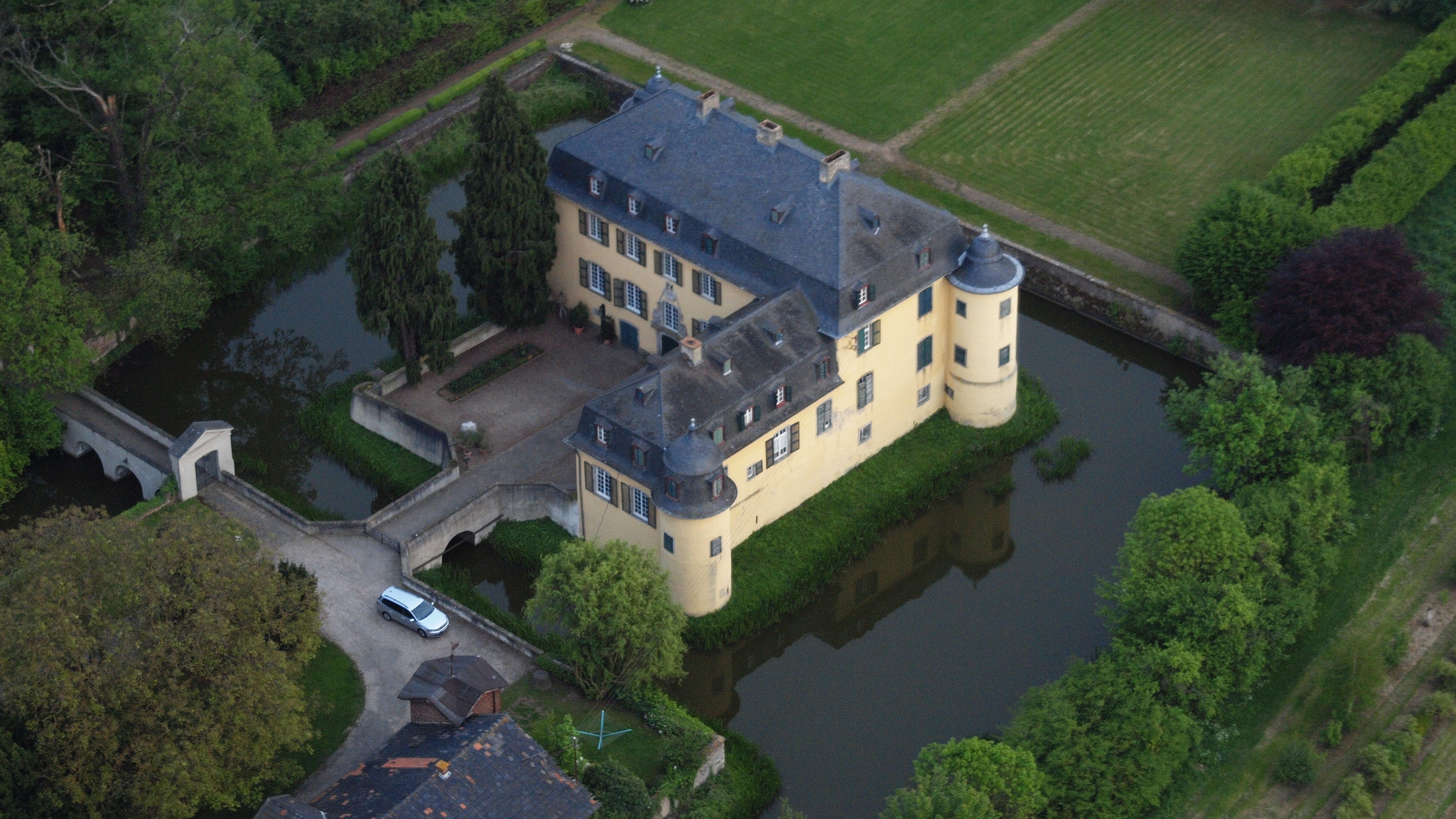
Burg Lüftelberg
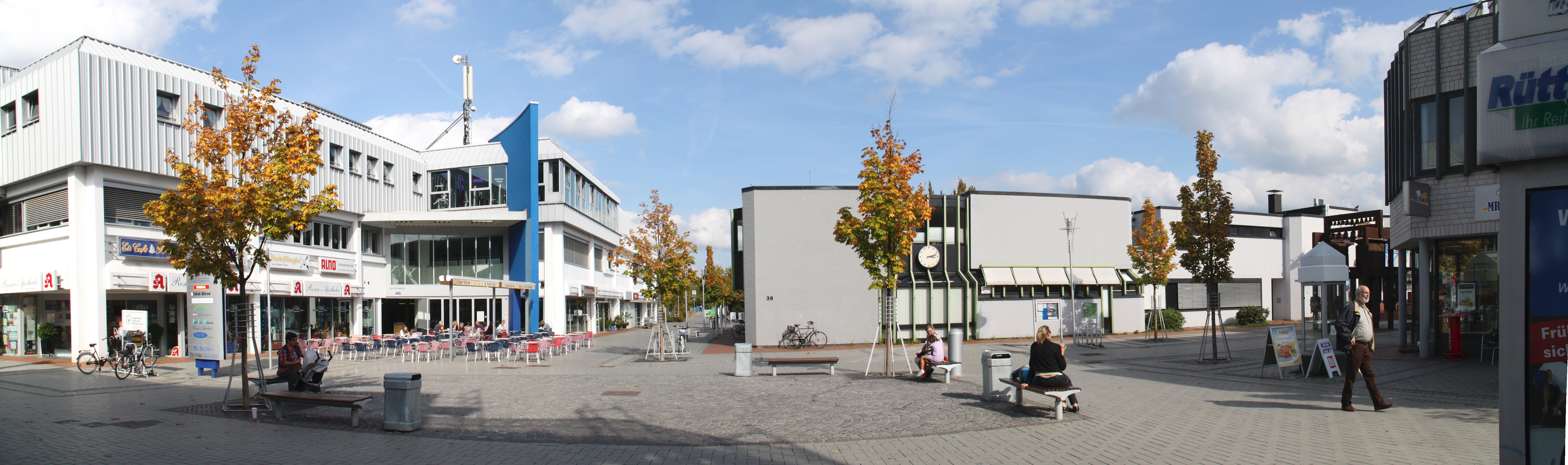
Neuer Markt

Alfter · Bad Honnef · Bornheim · Eitorf · Hennef · Königswinter · Lohmar · Meckenheim · Much · Neunkirchen-Seelscheid · Niederkassel · Rheinbach · Ruppichteroth · Sankt Augustin · Siegburg · Swisttal · Troisdorf · Wachtberg · Windeck